# Dasi de Brundísium
Dasi (llatí: Dasius) fou un militar romà natural de Brundusium que va ser comandant de la guarnició de Clastídium l'any 218 aC. Subornat per Hanníbal, va rendir la fortalesa. Els cartaginesos van obtenir no tan sols el lloc sinó una gran quantitat d'aprovisionaments, com explica Titus Livi.